# Sodapops
Sodapops var en sodavands serie med flere særprægede navne som blev produceret af Harboe, fra 1992 og op til midten af 90'erne. 
Serien lænede sig meget op af BonBon i forhold til de særprægede navne som var populært i 90'erne.  
Sodavandene kunne  fås i flere forskellige farver bl.a rød, gul, blå og grøn.
Derudover kunne etiketter på sodavandsflaskerne pilles af så man kunne samle på dem. 

## Sodapops-varianter
- Ajle
- Akvarievand
- Angstens sved
- Armsved
- Babysavl
- Bladlusetis
- Blæksprut
- Blåt blod
- Buksevand
- Børnebajer
- Flydende asfalt
- Flydende øregas
- Fodsved
- Ildvand
- Kannibalsuppe
- Karkludesaft
- Kattetis
- Lamaspyt
- Lygtepælevanding
- Mundvand
- Næseblod
- Oliepøl
- Opvaskevand
- Ormesuppe,
- Papegøjefims
- Ren gylle
- Rottegift
- Slangegift
- Snegleslim
- Syreregn
- Sørøverblod
- Tangloppeskum
- Tante Olgas natpotte
- Toiletskyld
- Uglegylp